# Венера-14

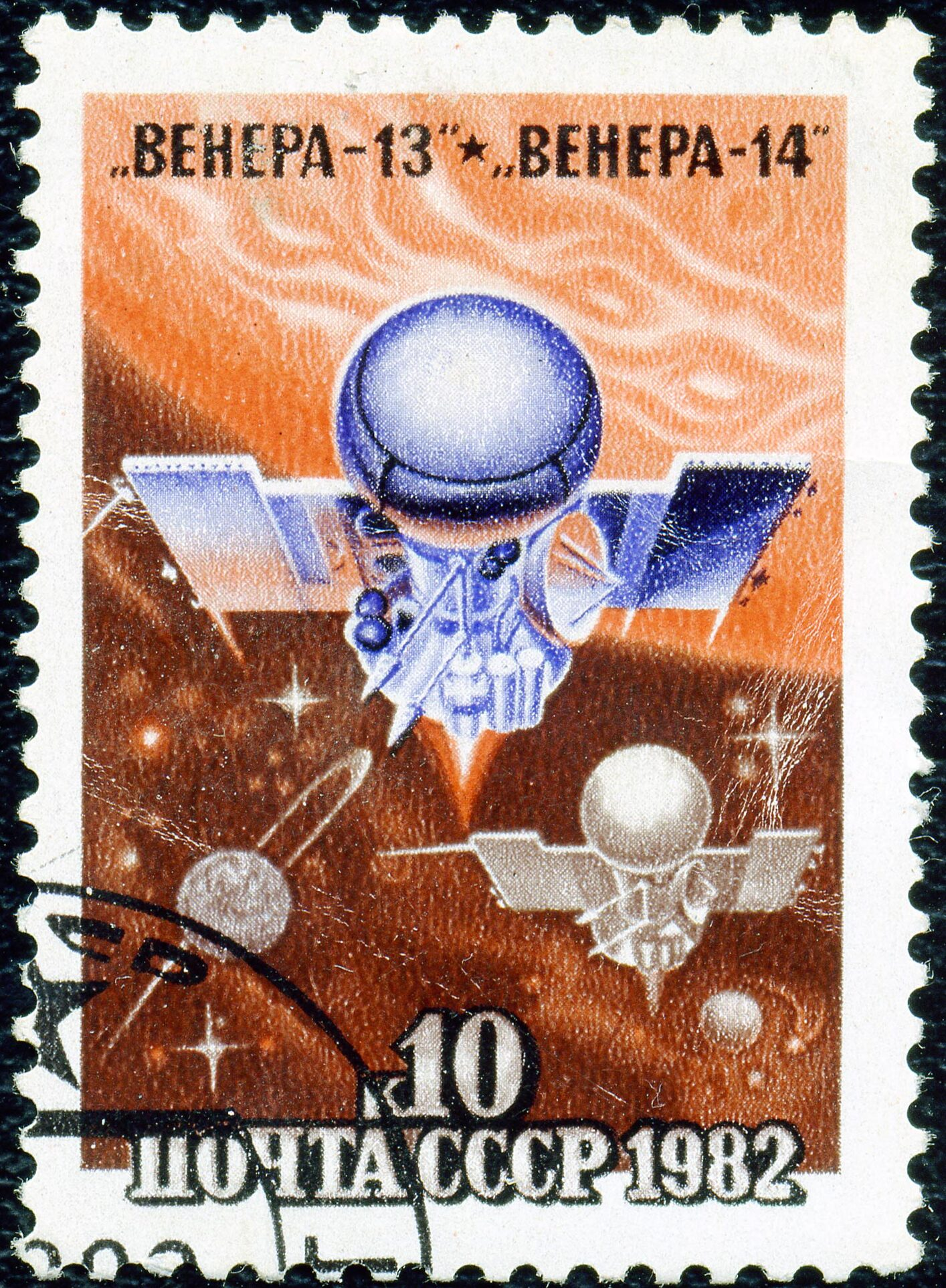
«Венера-13» та «Венера-14» на поштовій марці СРСР (1982)

«Вене́ра-14» — радянська автоматична міжпланетна станція (АМС), запущена для дослідження планети Венера.

## Історія запуску
Старт АМС «Венера-14» було здійснено 4 листопада 1981 року в 05:31:00 UTC з космодрому Байконур за допомогою ракети-носія «Протон». Вага АМС «Венера-14» при старті склала 760 кг. «Венера-14» була копією АМС «Венера-13» і стартувала через п'ять діб після неї.

## Склад наукової апаратури
«Венера-14» складалася з орбітального модуля і спускного апарата. Апарат приземлення був герметичний, і в ньому знаходилася більшість електронних приладів. Прилади призначалися для аналізу хімічного складу, виміру параметрів атмосфери, вивчення спектра розсіяного сонячного світла і для запису електричних розрядів в атмосфері під час спуску на поверхню. На апараті приземлення були встановлені: камера, флуоресцентний рентгенівський спектрометр, сейсмометр і пристрій для забору матеріалів і аналізу ґрунту.

## Перебіг космічної експедиції
Через чотири місяці після старту, 5 березня 1982 року, апарат приземлення «Венери-14» відокремився від орбітального модуля та увійшов до атмосфери Венери. Після входу в атмосферу розкрився парашут, який був відстебнутий на висоті 50 км, і апарат приземлення продовжив спуск, використовуючи аеродинамічне гальмування.
Апарат приземлення «Венери-14» приземлився на східному краю області Феби (Phoebe Regio) в точці з координатами 13°15′ пд. ш. 310°00′ сх. д. / 13.25° пд. ш. 310° сх. д., за 950 кілометрів на південний захід від «Венери-13». Після посадки апарат «Венери-14» передав панорамне зображення навколишнього венеріанського пейзажу. За допомогою автоматичного бура були узяті зразки ґрунту, поміщені потім для дослідження в спеціальну камеру.
Апарат приземлення діяв впродовж 57 хвилин (запланований час дії був 32 хвилини) в довкіллі з температурою 465 °C і тиском 94 атмосфери.